# Eparchia humańska
Eparchia humańska – jedna z eparchii Ukraińskiego Kościoła Prawosławnego Patriarchatu Moskiewskiego, z siedzibą w Humaniu.

Eparchia humańska na tle podziału administracyjnego UKP PM

Utworzona 8 maja 2008 postanowieniem Świętego Synodu Ukraińskiego Kościoła Prawosławnego Patriarchatu Moskiewskiego poprzez wydzielenie z eparchii czerkaskiej. Jej obecnym zwierzchnikiem jest arcybiskup humański i zwinogródzki Pantelejmon (Łuhowy), zaś funkcje katedry pełni sobór św. Mikołaja w Humaniu.
Terytorialnie eparchia obejmuje część obwodu czerkaskiego – miasto Humań oraz rejony: chrystyniwski, humański, łysiański, mańkiwski, monastyryszczeński, talneński, zwinogródzki i żaszkowski.

## Dekanaty
W skład eparchii wchodzi 9 dekanatów:
- chrystyniwski
- humański miejski
- humański rejonowy
- łysiański
- mańkiwski
- monastyryszczeński
- talneński
- zwinogródzki
- żaszkowski

## Monastery
Na terenie eparchii znajdują się 4 klasztory:
- Monaster św. Jerzego w Koczerżnycach, żeński
- Monaster św. Pantelejmona w Odaju, żeński
- Monaster Ikony Matki Bożej „Ihumenia Góry Athos” w Rohach, żeński
- Monaster św. Marka w Humaniu, męski (obecnie nieczynny)